# Git Persson
Git Ingela Katarina Persson, född 12 maj 1965 i Hässleholm, är en svensk dansbandssångerska.
Git Persson deltog i den svenska Melodifestivalen 1986 med bidraget Du förför mig, men missade slutomröstningen. Git Persson var sångerska  i dansbandet Kellys 1994–2002 och Curt Haagers från 2003 (premiären skedde i Tidaholms Folkets Park) till det att bandet lades ner den 31 december 2006.
År 2000 tilldelades hon utmärkelsen Guldklaven som "Årets sångerska".
I februari 2007 gick hon över till ett annat dansband, Fernandoz , som hon lämnade i augusti 2009 . Hennes sista framträdande med Fernandoz var på Fagerö folkpark i Rangsby i Finland, där hon avtackades av bandet. Hon arbetar i dag (2010) som frisör. Sedan juni 2021 är hon sångerska i dansbandet Wizex.

## Diskografi, soloskivor
- Kärleken är du / Lata dagar (1986)
- Du förför mig / Jag längtar (1986)

### Fotnoter
1. ↑  Lindsted, Karin (18 juli 2000). ”Det gick ju som en dans, Magnus”. Aftonbladet. http://wwwc.aftonbladet.se/noje/0007/18/magnus.html. Läst 15 november 2014.
2. ↑  Dansbandsbloggen 11 januari 2007 - Kul att Git stannar i rampljuset Arkiverad 18 augusti 2010 hämtat från the Wayback Machine.
3. ↑  Dansbandsbloggen 6 april 2009 - Git Persson lämnar Fernandoz Arkiverad 13 augusti 2010 hämtat från the Wayback Machine.
4. ↑  Johannes Lindén (2 december 2010). ”Scenskräck inför ny karriär som frisör”. Kristianstadsbladet. http://www.kristianstadsbladet.se/hassleholm/scenskrack-infor-ny-karriar-som-frisor/.
5. ↑  ”Wizex + Git Persson = Sant!” (på svenska). Får jag lov?. 4 juni 2021. https://fjl.se/nyheter/wizex-git-persson-sant/. Läst 11 juni 2021.
6. ↑  https://www.facebook.com/permalink.php?story_fbid=6316864691673138&id=633387746687556&comment_id=6317310198295254